# Château de Montpinier
Le château de Montpinier a été construit en 1830 sur un ancien fort, sur la commune de Montpinier, dans le Tarn.

## Historique
Le château de Montpinier relève historiquement de la vicomté de Lautrec. Raymonde de Lautrec, fille de Bertrand Ier de Lautrec et d'une certaine Contours de La Barthe, apporte par son mariage du 10 novembre 1272 le château et le fief de Montpinier à Raymond de Brassac . Jusqu'en 1609, la famille de Brassac va posséder la seigneurie de Montpinier. 

Bastion protestant, les catholiques (commandés par Armand de Gontaut, baron de Biron) attaquent le château, en mai 1569, et le démantèlent partiellement. De nouveau, en 1575, les protestants du vicomte de Paulin occupent le château. Quelque temps après, en 1580, l'armée protestante d'Henri de la tour d'Auvergne récupère le château. En 1587, les catholiques le reprennent, mais l'armée de Gabriel Ier de Montgomery les en chasse. Les deux frères Jean et François de Brassac sont tués tour à tour dans différentes opérations ,,.
Claudine, la fille de ce dernier (ou la fille de Guillaume) apporte le château de Montpinier en dot à Alexis de Perrin de religion protestante. En 1621, lors de la révolte d'Henri II de Rohan, sur l'ordre du duc d’Angoulême, une petite garnison commandée par le sieur de Maussan occupe le château. Victoire de Perrin Brassac transmet le château par son mariage du 2 août 1821 à Benjamin baron de Lacger. Son père, François vicomte de Perrin Brassac, après avoir combattu lors de la guerre d'indépendance des États-Unis, avait été nommé en poste à Verdun où il s'était fixé par son mariage. Après avoir combattu dans l'armée de Condé, il revient en Lorraine puis retourne à Montpinier. Après son décès le 4 mai 1838, il est enterré dans son église de Mazières. Son nom et son grade se lisent encore sur la dalle funéraire .
Le petit-fils d'Alexis, Hippolyte baron de Lacger interrompt plus de six siècles de possession familiale en vendant le château à Ernest Schœlcher, neveu de Victor Schœlcher, qui y vit jusqu'en 1891. Laissé abandonné, il tombe peu à peu dans l'oubli.

## Architecture
Il est maintenant dans un état de ruine avancé. On trouve en son centre une petite cour dans un style Renaissance. Il contient aussi une chapelle et ses derniers occupants avaient construit un « salon maure » dans la partie côté jardin. L'entrée est toutefois interdite et dangereuse.
De l'autre côté, il surplombe la route qui mène à Lautrec, de cette route, on entrevoit les fortifications médiévales et les deux tours carrées parmi de très grands arbres qui poussent au-dedans comme au-dehors de l'édifice, transperçant sols et plafonds. Le château possède aussi une longue échauguette d'agrément.

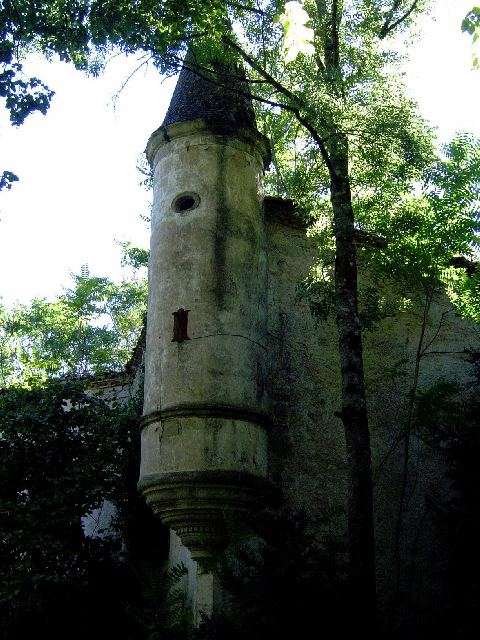
Échauguette d'agrément

## Bibliographie

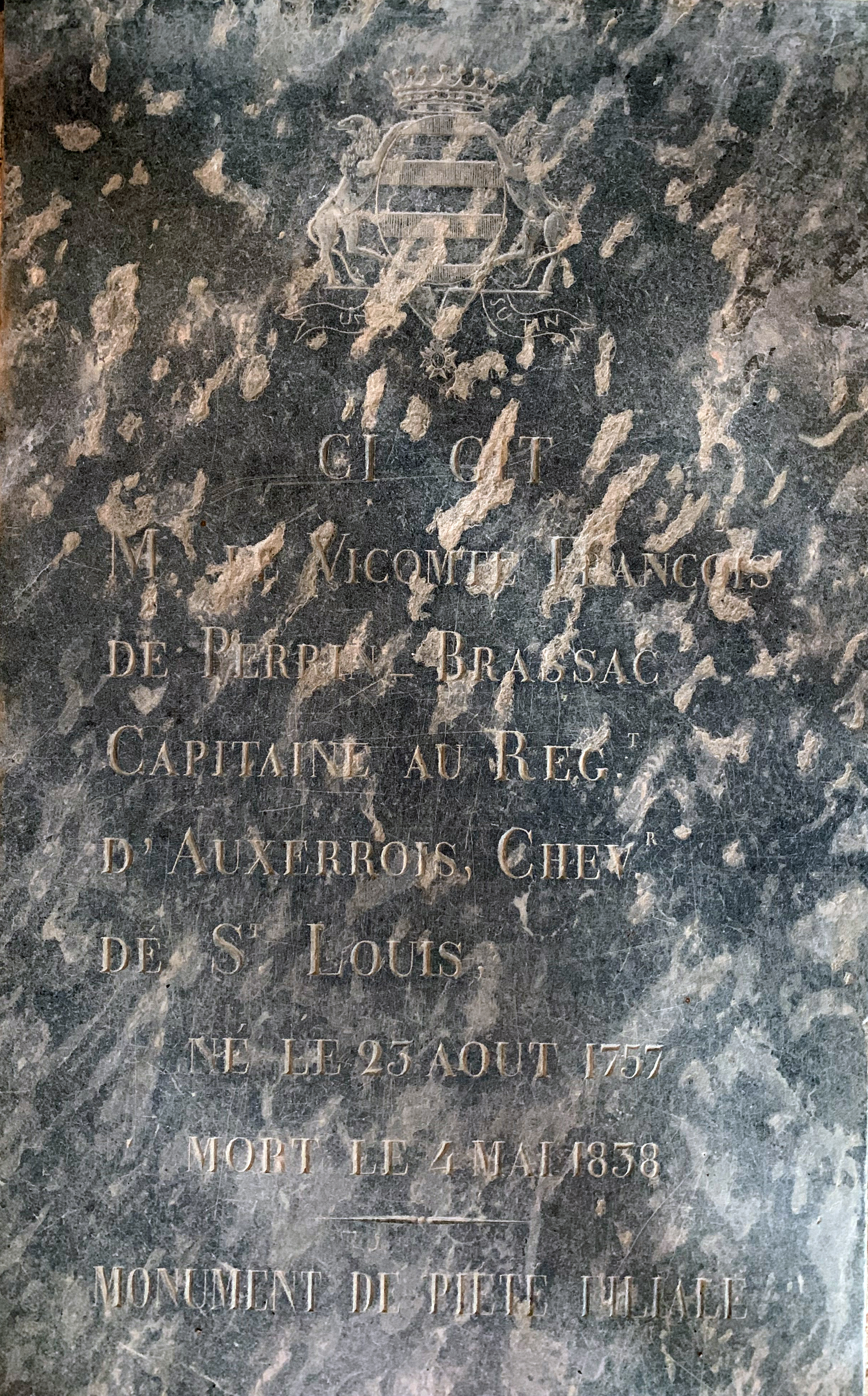
Tombe de François de Perrin-Brassac en l'église de Mazières, 1757-1838, né et décédé au Château de Montpinier